# Вудланд Хајтс (Пенсилванија)
Вудланд Хајтс (енгл. Woodland Heights) насељено је место без административног статуса у америчкој савезној држави Пенсилванија.

## Демографија
По попису из 2010. године број становника је 1.261, што је 141 (-10,1%) становника мање него 2000. године.
| Група             | 2000.         | 2010.         |
| Белци             | 1.353 (96,5%) | 1.216 (96,4%) |
| Афроамериканци    | 6 (0,4%)      | 4 (0,3%)      |
| Азијати           | 6 (0,4%)      | 1 (0,1%)      |
| Хиспаноамериканци | 26 (1,9%)     | 16 (1,3%)     |
| Укупно            | 1.402         | 1.261         |